# Cantón de Saint-Trivier-sur-Moignans
El cantón de Saint-Trivier-sur-Moignans (en francés canton de Saint-Trivier-sur-Moignans) era una división administrativa francesa del departamento de Ain, en la región de Ródano-Alpes.

## Composición
El cantón estaba formado por trece comunas:
- Ambérieux-en-Dombes
- Baneins
- Chaleins
- Chaneins
- Fareins
- Francheleins
- Lurcy
- Messimy-sur-Saône
- Relevant
- Sainte-Olive
- Saint-Trivier-sur-Moignans
- Savigneux
- Villeneuve

## Supresión del cantón
En aplicación del decreto n.º 2014-147 del 13 de febrero de 2014, el cantón de Saint-Trivier-sur-Moignans fue suprimido el 1 de abril de 2015 y sus 13 comunas pasaron a formar parte del cantón de Villars-les-Dombes.